# Distribució rectangular beta
En teoria i estadística de probabilitats, la distribució rectangular beta és una distribució de probabilitat que és una distribució de barreja finita de la distribució beta i la distribució uniforme contínua. El suport és de la distribució s'indica amb els paràmetres a i b, que són els valors mínim i màxim respectivament. La distribució proporciona una alternativa a la distribució beta de manera que permet col·locar més densitat als extrems de l'interval limitat de suport. Per tant, es tracta d'una distribució limitada que permet que els valors atípics tinguin més probabilitats de produir-se que la distribució beta.

## Definició

### Funció de densitat de probabilitat
Si els paràmetres de la distribució beta són α i β, i si el paràmetre de la barreja és θ, aleshores la distribució rectangular beta té funció de densitat de probabilitat
{\displaystyle p(x|\alpha ,\beta ,\theta )={\begin{cases}{\frac {\theta \Gamma (\alpha +\beta )}{\Gamma (\alpha )\Gamma (\beta )}}{\frac {(x-a)^{\alpha -1}(b-x)^{\beta -1}}{(b-a)^{\alpha +\beta -1}}}+{\frac {1-\theta }{b-a}}&\mathrm {per} \ a\leq x\leq b,\\[8pt]0&\mathrm {per} \ x<a\ \mathrm {o} \ x>b\end{cases}}}
on {\displaystyle \Gamma (\cdot )} és la funció gamma.

### Funció de distribució acumulada
{\displaystyle F(x|\alpha ,\beta ,\theta )=\theta I_{z}(\alpha ,\beta )+{\frac {(1-\theta )(x-a)}{b-a}}\quad \quad \mathrm {per} \ a\leq x\leq b,}
on {\displaystyle z={\dfrac {x-a}{b-a}}} i {\displaystyle I_{z}(\alpha ,\beta )} és la funció beta incompleta regularitzada.

## Aplicacions

### Gestió de projectes
La variació de distribució PERT de la distribució beta s'utilitza amb freqüència en PERT, mètode de camí crític (CPM) i altres metodologies de gestió de projectes per caracteritzar la distribució del temps fins a la finalització d'una activitat.
A PERT, les restriccions als paràmetres de distribució PERT condueixen a càlculs abreviats per a la mitjana i la desviació estàndard de la distribució beta:
{\displaystyle {\begin{aligned}E(x)&{}={\frac {a+4m+b}{6}}\\\operatorname {Var} (x)&{}={\frac {(b-a)^{2}}{36}}\end{aligned}}}
on a és el mínim, b és el màxim i m és el mode o el valor més probable. Tanmateix, es veu que la variància és una constant condicionada a l'interval. Com a resultat, no hi ha marge per expressar els diferents nivells d'incertesa que el director del projecte podria tenir sobre el temps de l'activitat.

### Distribucions de la renda
La distribució rectangular beta s'ha comparat amb la distribució de potència elevada a dues cares per ajustar les dades d'ingressos dels EUA. Es va trobar que la distribució de potència elevada a dues cares de 5 paràmetres s'adaptava millor a algunes subpoblacions, mentre que el rectangular beta de 3 paràmetres s'adaptava millor a altres subpoblacions.